# Documentaire radiophonique

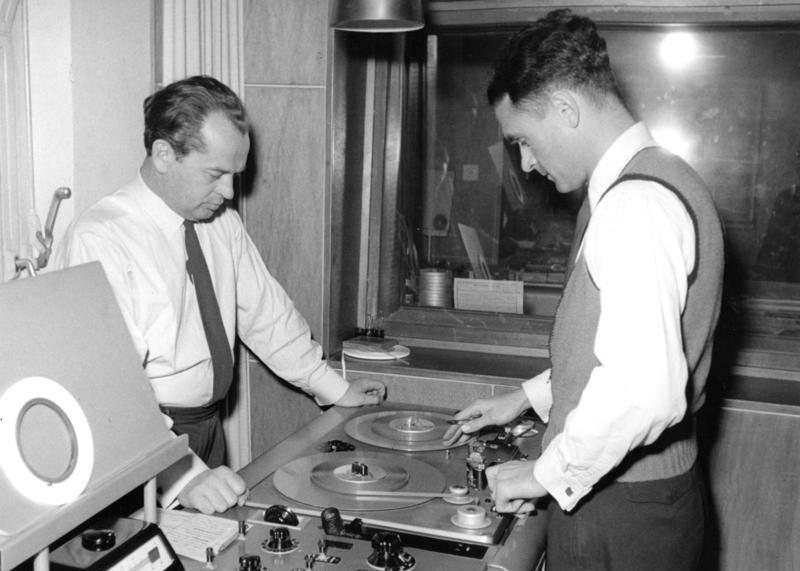
Première Radiophonie.

Le documentaire radiophonique ou documentaire sonore est un genre radiophonique.